# Hanoniscus tuberculatus
Hanoniscus tuberculatus is een pissebed uit de familie Oniscidae. De wetenschappelijke naam van de soort is voor het eerst geldig gepubliceerd in 1912 door Gustav Budde-Lund.